# VIII Universiade invernale
La VIII Universiade invernale fu organizzata dal 6 al 13 aprile 1975 a Livigno, Italia.
La manifestazione si svolse contemporaneamente (ed è anche conosciuta come) al "Campionato mondiale universitario di sci", dal momento che inclusero solo due sport (sci alpino e sci nordico).
L'edizione fu caratterizzata dalle abbondanti nevicate (cadde oltre un metro e mezzo di neve in 48 ore), che accompagnate da alcune slavine, isolarano completamente Livigno per quattro giorni dal 5 aprile, impedendo l'accesso a circa 200 atleti partecipanti, che rimasero a Bormio sino alla riapertura della strada del Foscagno avvenuta il 9 aprile. Il paese rimase anche senza energia elettrica. L'inizio delle competizioni venne quindi posticipato.
La cerimonia d'apertura, preceduta da una fiaccolata, si tenne l'8 aprile alle ore 20:00 nella piazza principale di Livigno. Il sindaco dichiarò aperti i giochi e lo sciatore italiano Andrea Fraschini lesse il giuramento degli atleti.

## Discipline
- Sci alpino (8) (dettagli)
- Sci di fondo (5) (dettagli)

## Medagliere
Paese ospitante 
| Pos.   | Paese            | Oro | Argento | Bronzo | Totale |
| ------ | ---------------- | --- | ------- | ------ | ------ |
| 1      | Unione Sovietica | 5   | 3       | 3      | 11     |
| 2      | Italia           | 3   | 3       | 6      | 12     |
| 3      | Francia          | 2   | 4       | 1      | 7      |
| 4      | Svizzera         | 2   | 0       | 0      | 2      |
| 5      | Cecoslovacchia   | 1   | 2       | 1      | 4      |
| 6      | Austria          | 0   | 1       | 0      | 1      |
| 7      | Polonia          | 0   | 0       | 2      | 2      |
| 8      | Liechtenstein    | 0   | 0       | 1      | 1      |
| Totale | Totale           | 13  | 13      | 14     | 40     |